# Episodi di Skam Italia (terza stagione)
La terza stagione di Skam Italia comprende undici episodi e vede come protagonista Eleonora Sava e le sue migliori amiche Eva, Silvia, Sana e Federica. La trama ha come tema centrale la storia d'amore di Eleonora ed Edoardo.
| Nº | Titolo originale              | Pubblicazione Italia |
| -- | ----------------------------- | -------------------- |
| 1  | Esci con me                   | 15 marzo 2019        |
| 2  | Sei tu                        | 22 marzo 2019        |
| 3  | Digli che torno domani        | 29 marzo 2019        |
| 4  | È per questo che non mi piaci | 5 aprile 2019        |
| 5  | Non ti farò mai del male      | 12 aprile 2019       |
| 6  | Basta                         | 19 aprile 2019       |
| 7  | Fratelli                      | 3 maggio 2019        |
| 8  | Ops                           | 10 maggio 2019       |
| 9  | Febbre                        | 17 maggio 2019       |
| 10 | Dimmelo anche tu              | 31 maggio 2019       |
| 11 | Tre, due, uno                 | 7 giugno 2019        |

## Esci con me
Lunedì 11 marzo, ore 13:31: la sequenza si apre con un discorso di Silvia sul tema del sesso tra i giovani destinato al progetto Radio Osvaldo. Successivamente, vengono inquadrate le ragazze, appena uscite da scuola, che guardano Federico Canegallo e Emma Covitti baciarsi con veemenza in cortile. Eva allora afferma che lei e Federico avevano smesso di vedersi già da prima delle vacanze natalizie. Segue il racconto di una vicenda riguardante la nuova coppia da parte di Silvia dopo il quale Eva si conferma tutt'altro che felice per la relazione tra Canegallo e la Covitti. Nel frattempo, Eleonora riceve un messaggio da Edoardo Incanti, che le fa i complimenti per la maglietta; lei, istintivamente, si copre. Successivamente, Edoardo le chiede di andare insieme alla festa di Nathan, uno dei ragazzi di Villa, ma Eleonora rifiuta. Intanto Silvia comunica alle ragazze che la palestra vicino alla scuola ha intenzione di finanziare il progetto di Radio Osvaldo, a patto che loro mandino in onda 5 spot al giorno. Eleonora inizialmente non è d'accordo a causa della natura sessista dei loro spot, ma alla fine cede. Dopodiché Silvia riceve un messaggio in cui Edoardo, per ripicca dopo l'ennesimo rifiuto (132º) di Eleonora, invita Silvia e le amiche alla stessa festa. Eleonora cerca di convincere Silvia a non andare alla festa, poiché per il mercoledì avevano già in programma altro: una cena a casa sua. La clip si chiude con Eleonora che riceve un messaggio di Edoardo: "Fregata".
Martedì 12 marzo, ore 15:32: Eleonora che si prende cura delle sue piantine in balcone. Eleonora incontra Eva al baretto. Le ragazze vengono successivamente raggiunte da Giovanni, Martino e Niccolò. Per far sì che Silvia dimentichi Edoardo, decidono di impegnarsi tutti insieme affinché Elia, alla prossima festa, si metta con Silvia.
mercoledì 13 marzo, ore 22:21: Tutte le ragazze sono a casa di Eleonora, che ha cucinato un risotto con gli asparagi. Silvia non vuole mangiarlo, perché spera di fare sesso di nuovo con Edoardo alla festa e ha paura poi di puzzare nelle parti basse. Alla cena partecipa anche Filippo, fratello di Eleonora, che a sua volta insiste affinché Silvia si metta con Elia. Eleonora e Eva insistono per andare alla festa in cui ci sarà anche Elia: sembra deciso, ma poi i ragazzi fanno sapere che la festa era un mortorio e quindi si trovano anche loro alla festa di Nathan. Eleonora, nel frattempo, continua a ricevere chiamate da Edoardo, alle quali però decide di non rispondere. Edoardo inizia quindi a mandare messaggi a Silvia e poi la chiama, chiedendole di poter parlare con Eleonora. Al telefono Eleonora viene ricattata da Edoardo: smetterà di usare e illudere Silvia se lei accetterà di uscire con lui. La ragazza, per il bene dell'amica, acconsente. A questo punto Edoardo informa Silvia che da Nathan sono arrivate troppe persone e che quindi non fanno più entrare nessuno.
giovedì 14 marzo, ore 16:04: Le ragazze stanno ripassando per il compito di latino per cui Sana per evitare che si distraggano ha messo tutti i loro telefoni in una scatola (ad eccezione di quello di Silvia che astutamente ha nascosto). Eva chiede di poter prendere il suo per rispondere al messaggio di un ragazzo con cui si sente su Instagram; questo infatti le chiede di uscire venerdì sera e chiede alle sue amiche di accompagnarla ma nessuna è disponibile. Eleonora, che ha già un appuntamento con Edoardo, si inventa di dover aiutare suo fratello a cucinare una cena per i suoi amici quella sera. Silvia viene a sapere che la sera prima Edoardo ha dato una testata a un ragazzo che ci aveva provato con Emma Covitti e al suo rifiuto le ha dato della troia. Il fatto indigna particolarmente Eleonora che è contro ogni tipo di violenza, facendo così aumentare il suo disprezzo nei confronti del ragazzo.
Venerdì 15 marzo 2019, ore 18:56: Eleonora, con molta riluttanza, si sta preparando per la sua uscita con Edoardo. Filippo riceve un messaggio da Eva che gli chiede di fare uscire Eleonora con una scusa, e capisce così che la sorella sta per uscire con qualcuno e non vuole che le sue amiche lo scoprano, capendo quasi subito che si tratta di Edoardo. Lei gli spiega che lo fa solo per il bene di Silvia e riesce a fare promettere a Filippo di mantenere il silenzio dandogli 50 euro. Edoardo arriva e decide di portarla su un molo dove, racconta lui, andava spesso con sua madre, ma lei pensa che sia solo una tattica per intenerirla. Parte dunque un'accesa discussione in cui Eleonora accusa Edoardo di essere arrogante e maschilista, riferendosi in particolare al modo in cui ha umiliato Silvia l'anno prima. Lui cerca di spiegarle che si è comportato così per farle smettere di andargli dietro, Eleonora in risposta sostiene che il suo comportamento ha avuto comunque delle ripercussioni sull'autostima di Silvia e che avrebbe potuto porsi in modo diverso senza insultarla (cosa che Eleonora ha fatto a sua volta con Edoardo per difenderla). Tuttavia Eleonora ammette che è stato carino da parte sua scusarsi durante la festa di fine anno scolastico; Edoardo però ritiene che così facendo l'abbia incoraggiata a ricominciare a sbavargli dietro. Eleonora puntualizza il fatto che, più che quell'episodio, sia stato l'invito alla festa di Nathan a illuderla nuovamente. La tensione tra i due sembra calare, ma in quel momento Edoardo riceve delle chiamate insistenti da suoi amici; dopo aver risposto alla telefonata sembra particolarmente allarmato, per cui dice a Eleonora che devono andare via immediatamente, mettendo così fine al loro appuntamento.

## Sei tu
Sabato 16 marzo 2019, ore 9:19: appena alzatasi Eleonora scrive a Eva scusandosi per non aver risposto alle sue chiamate la sera prima; una volta mandato il messaggio, però, sente la suoneria di Eva provenire dal salotto; la trova, infatti, sul divano chiaramente reduce da una sbornia. Dopo che il ragazzo con cui sarebbe dovuta uscire le ha dato buca, disperata, Eva si è recata a casa dell'amica dove però ha trovato solo Filippo che è stato costretto a dirle la verità, cioè, che Eleonora era uscita con un ragazzo, senza dire chi fosse, dopo di che i due sono usciti a bere cocktail. Eleonora quindi fa una sfuriata a un Filippo ancora mezzo addormentato, che si giustifica spiegandole di non avere avuto scelta dal momento che Eva è arrivata a casa loro senza preavviso.
Martedì 19 marzo 2019, ore 08:05: le ragazze prima di entrare a scuola parlano di quello che è successo venerdì sera quando Edoardo ha dovuto interrompere la serata con Eleonora per raggiungere i suoi amici. Gli amici del ragazzo a cui Edoardo ha dato una testata lo stavano cercando per vendicarsi e hanno avuto una rissa con Federico, Nathan e Rocco Martucci. Tra l'altro nella conversazione emerge che Edoardo ha perso la madre alcuni anni prima, morta dopo una lunga malattia, per cui Eleonora inizia a provare sensi di colpa nei suoi confronti, poiché al loro primo appuntamento insultandolo avevo tirato in ballo sua madre.Tutto a un tratto vedono arrivare Edoardo, furioso, seguito dai suoi amici, i cui volti sono pesantemente tumefatti in seguito alla rissa avuta qualche sera prima.
Mercoledì 20 marzo 2019, ore 12:01: Eleonora, durante l'intervallo, trova Silvia ed Eva, che stanno cercando di capire chi potrebbe essere la misteriosa ragazza con la quale si presume Edoardo stesse passando la serata mentre i suoi amici venivano malmenati. Silvia dice che molto probabilmente lo scopriranno il prossimo weekend alla festa che Edoardo organizzerà a casa sua; Eleonora dice di non poter andare poiché quel weekend ci sarà sua madre, che non vede mai, per cui vorrebbe passare un po' di tempo con lei. Silvia, insospettita, prende in giro Eleonora chiedendole se in realtà non abbia una relazione lesbica, anche per il suo continuo rifiutare i ragazzi, il che infastidisce Eleonora. Dopo che Silvia si allontana, Eva guarda Eleonora con sospetto e capisce che è lei la ragazza con cui stava Edoardo venerdì; Eleonora rivela quindi che Edoardo ha chiesto scusa a Silvia solo per uscire con lei, sostenendo comunque che non le piace assolutamente. Conclude con Eva che sia il caso di raccontare la verità a Silvia, cogliendo come occasione il weekend che le ragazze passeranno a casa di Fede in montagna. Eleonora scrive a Edoardo per sapere se ha detto a qualcuno di essere uscito con lei.
Giovedì 21 marzo 2019, ore 16:48: le ragazze giungono alla casa in montagna durante una giornata piovosa. Silvia è un po' giù perché Edoardo ha ripreso a ignorarla e non ne capisce il motivo; Sana cerca di farle capire che Edoardo la cerca soltanto quando gli fa comodo.
21:42: le ragazze, annoiate, decidono di giocare con la tavola Ouija, Sana a quel punto decide di andare a dormire,  apparentemente impaurita. Tra le domande che pongono agli spiriti, Silvia chiede se Edoardo stia uscendo con una; a un tratto Eleonora riceve un messaggio da Edoardo che la tranquillizza dicendole di aver detto ai suoi amici di essere uscito con una ex di Milano. Pochi secondi dopo Eva riceve un messaggio su Instagram da parte di un profilo con solo le iniziali A.O. che sta commentando le storie di Eva con le risposte alle domande poste agli spiriti, per cui pensa che sia uno scherzo di Eleonora visto che aveva preso il telefono appena prima. Silvia allora chiede a Eleonora di far vedere loro il telefono e ovviamente lei rifiuta. Federica rivela che in quella stanza anni prima una donna di nome Anita Occhionero, si era suicidata, e il suo spirito da allora continua a infestare la casa. Improvvisamente sentono la porta sbattere forte e, spaventate a morte, vanno a cercare Sana che sbuca improvvisamente davanti a loro con indosso una maschera spaventandole. In realtà era tutto uno scherzo organizzato da lei e Federica. Il mattino dopo, Eleonora decide finalmente di parlare con Silvia proponendole di cucinare il pranzo; Silvia però dice non voler mangiare pasta e altri alimenti contenenti carboidrati perché ritiene che la facciano ingrassare, rivelando dunque il suo disagio interiore e la sua insicurezza dovuti ai suoi complessi legati al peso corporeo. Eleonora conforta l'amica dicendo che si sbaglia e che mangiare un po' di carboidrati non può che farle bene, la rendono, anzi più bella. Proprio quando sta per dirle di Edoardo viene interrotta dalle altre tre che stanno facendo una guerra di freccette. Decide quindi di non dirle niente.

## Digli che torno domani
Martedì 26 marzo 2019, ore 20:30: Eleonora non è ancora riuscita a confrontarsi con Silvia sulla questione di Edoardo. Inoltre riceve una chiamata da sua madre che la informa che in quel weekend non ci sarà, con sua grande delusione, poiché non riesce mai a vederla e inoltre lei sembra non aver mai tempo di stare con lei e Filippo, troppo presa dal suo lavoro e dal nuovo compagno. In ogni caso, non intende andare alla festa di Edoardo che si terrà il venerdì successivo e alla quale le amiche parteciperanno.
Mercoledì 27 marzo 2019, ore 14:04: Eleonora raggiunge Eva, Filippo, Martino e Niccolò al baretto, mentre discutono della casa dove Niccolò e Martino intendono andare a convivere. Poco dopo avvistano Giovanni in compagnia di Sofia l'argentina in atteggiamenti intimi, il che infastidisce Eva.
Venerdì 29 marzo 2019, ore 22:08: la sera della festa Eva invia un messaggio vocale a Eleonora in cui la informa che Silvia si è chiusa in bagno a piangere dopo aver parlato con Edoardo, per cui preoccupata che lui possa aver detto a Silvia della loro uscita decide di andare alla festa per parlare con lei e sistemare la situazione. Arrivata alla festa trova Eva ubriaca che le dice che Silvia è andata via da un bel po', così le lascia il cappotto e va a cercare Edoardo per chiedergli se le abbia detto qualcosa di loro due, ma lui le dice che Silvia gli ha chiesto solo se fosse tornato con la sua ex di Milano, dopo di che ha tentato di baciarlo, e al suo rifiuto è corsa in bagno. A quel punto arrivano due guardie che, dopo alcuni reclami dei vicini, costringono Edoardo a mettere fine alla festa. Nel trambusto Eleonora perde di vista Eva, che aveva ancora il suo cappotto con dentro chiavi e cellulare, e ubriaca com'era, li ha portati via con sé. Eleonora, disperata, chiede a Edoardo il cellulare in prestito per chiamare Filippo, uscito anche lui quella sera, ma non risponde, così gli lascia un messaggio dicendo di richiamarla su quel numero appena può. Edoardo le propone quindi di aspettare lì da lui nell'attesa di ricevere notizie di suo fratello. Eleonora approfitta per chiedergli scusa per averlo insultato tempo prima mettendo in mezzo sua madre. Qualcosa sembra cambiare tra i due. Eleonora, colpita dalla gentilezza e dalla disponibilità di Edoardo, sembra aver messo da parte l'ostilità nei suoi confronti e capisce che sta iniziando a provare qualcosa per lui. Dopo che lui le suona alla chitarra una canzone (Creep dei Radiohead), e poco dopo Eleonora riceve una chiamata da parte di Filippo che la informa che sta tornando a casa e che può passare a prenderla, ma lei fa la vaga dicendogli di non preoccuparsi e chiude la chiamata. Decide quindi di restare a dormire da Edoardo, fingendo di non aver capito dove si trovasse Filippo. Edoardo le offre il suo letto per dormire mentre lui andrebbe sul divano, ma lei, dicendogli di non volerlo cacciare da camera sua, lo convince a restare lì con lei, creando una barriera di cuscini sul letto cosicché ognuno dei due abbia il suo spazio per dormire. Sul telefono di Edoardo arriva un messaggio di Filippo che la informa di essere stanco di aspettarla sotto casa, e quindi Edoardo capisce che Eleonora ha inventato una scusa per rimanere con lui. Dopo l'iniziale imbarazzo, gli dice di rispondergli che sarebbe tornata il giorno dopo.

## È per questo che non mi piaci
Lunedì 1 aprile 2019, ore 13:24: tornata da scuola Eleonora sorprende Filippo in camera sua insieme a un ragazzo, intenti a rovistare tra suoi abiti; il ragazzo, Dario, è volontario presso una ONG che offre assistenza ai rifugiati, per cui cercano dei vestiti che Eleonora non indossa più da donare alle bambine e alle ragazze immigrate. La ragazza in un primo momento rifiuta in quanto Filippo insiste nel prendere alcuni capi d'abbigliamento che lei indossa ancora, il tutto per far colpo su Dario. Eleonora infine accetta a condizione che sia lei stessa a scegliere i vestiti, proponendosi inoltre di organizzare una raccolta di vestiti a scuola tramite il programma della radio. Non appena Filippo esce dalla stanza, riceve un messaggio molto dolce da parte di Edo in cui le dice di averla sognata.
Martedì 2 aprile 2019, ore 15:07: mentre stanno sistemando i vestiti raccolti a scuola, Eva racconta a Eleonora che la sera della festa dopo essere usciti da casa di Edo, il gruppo di Villa ha distrutto un locale all'EUR, per cui hanno organizzato un evento con riffa chiamato "Chi rompe paga Party" al fine di raccogliere la cifra necessaria per risanare i danni provocati al locale; il primo premio della riffa consiste in una pomiciata con Edoardo e Silvia, che è di nuovo persa per lui, ha già acquistato 10 biglietti.
Mercoledì 3 aprile 2019, ore 11:49: Eleonora incrocia Edoardo nel corridoio di scuola; dopo aver ricevuto la notizia dell'imminente party è gelosa del fatto che Edoardo quella sera potrebbe baciare un'altra ragazza, per cui torna a essere di nuovo scontrosa e ostile nei suoi confronti.
Giovedì 4 aprile 2019, ore 12:02: Eleonora raggiunge le sue amiche in cortile dove Silvia le propone di donare una parte dei soldi della sponsorizzazione della Radio ai ragazzi di Villa per aiutarli; Eleonora ovviamente non è d'accordo. Tuttavia Silvia la informa che una parte del ricavato della serata (il 20%) sarà devoluta in beneficenza, chiaramente un espediente di Edoardo per convincere Eleonora ad andare alla festa.
Venerdì 5 aprile 2019, ore 22:19: le ragazze giungono al party dove tra i partecipanti trovano anche Martino, Niccolò e Giovanni con Sofia. Eva si irrita alla vista del suo ex con la sua nuova ragazza per la quale sembra aver cambiato stile di vita dal momento che ha cominciato a frequentare sempre di più le feste che prima tanto snobbava, ha smesso di fumare erba e ha cambiato anche modo di vestire. Allora comincia a bere uno shottino dopo l'altro per non pensarci. Le si avvicinano due ragazzi che, nonostante sia già parecchio ubriaca, continuano a offrirle da bere, per cui lei comincia a fare la civetta. Eleonora preoccupata per l'amica cerca di allontanarla dai due, ma Eva non vuole sentire ragioni e continua a parlare con loro; Eleonora allora chiede aiuto a Martino, che i due ragazzi cominciano a schernire pesantemente per la sua omosessualità. A quel punto interviene Giovanni che viene a sua volta aggredito e in seguito salvato da Edo, Federico e gli altri del gruppo che cacciano i due tizi dalla festa. Eleonora, spaventata per quanto appena successo si allontana dagli altri e viene raggiunta da Edoardo che cerca di tranquillizzarla. Dopo una piccola discussione Edoardo chiede a Eleonora di dirgli una volta per tutte se lui le piace o meno e lei, con grande fermezza, gli dice no; Edoardo con aria rassegnata le dice semplicemente "va bene" allontanandosi. È giunto il momento della riffa: a seguito dell'estrazione del numero vincente, Chicco Rodi fa a tutti una rivelazione e cioè che il fatto che il bacio con Edoardo fosse il primo premio della serata era solo un escamotage per assicurarsi che più persone comprassero i biglietti (il primo premio non era altro che un uovo di pasqua gigante). Eleonora, basita e allo stesso sollevata corre fuori a cercare Edoardo che sta andando via, e dopo avergli rinfacciato di essere un manipolatore i due si scambiano un bacio appassionato sotto la pioggia.